# Жълтокоремна тангара
Жълтокоремната тангара (Tangara xanthogastra) е вид птица от семейство Тангарови (Thraupidae).

## Разпространение
Видът е разпространен в Боливия, Бразилия, Венецуела, Гвиана, Еквадор, Колумбия и Перу.